# Sequestro do voo El Al Flight 426
O voo El Al 426 foi um voo de passageiros da El Al sequestrado em 23 de julho de 1968 por três membros da Frente Popular para a Libertação da Palestina (FPLP), desencadeando uma onda de sequestros pela FPLP.  Estudiosos caracterizaram o sequestro como significativo no advento do terrorismo aéreo internacional moderno.

## Visão geral
A aeronave, um Boeing 707, estava programada para voar do Aeroporto Leonardo da Vinci-Fiumicino, em Roma, para o Aeroporto de Lod, agora conhecido como Aeroporto Internacional Ben Gurion. O avião foi desviado para Argel.
Depois que a aeronave partiu de Roma, os pilotos pediram café à tripulação de cabine. Enquanto o café era levado para os pilotos, dois dos sequestradores forçaram a passagem pela porta do convés de voo, um deles agrediu o engenheiro de voo com a coronha de sua pistola e ordenou que o avião voasse para Argel. O sequestrador restante ameaçou os passageiros com uma pistola e uma granada de mão não presa.
Quando o avião pousou em Dar El Beida, as autoridades argelinas aterraram o avião. No dia seguinte, enviaram todos os passageiros não israelenses para a França em jatos da Air Algérie Caravelle. Dez mulheres e crianças foram libertadas no fim de semana. Os 12 passageiros israelenses restantes e a tripulação de 10 foram mantidos como reféns pelo restante do sequestro. Os sequestradores foram identificados como membros da Frente Popular de Libertação da Palestina. Eles estavam equipados com passaportes iranianos e indianos. Os sequestradores foram cuidadosamente escolhidos pela FPLP por causa de suas ocupações (um piloto, um coronel do exército palestino e um professor de karatê).
Os governos israelense e argelino negociaram o retorno dos reféns e do avião por meio de canais diplomáticos. Cinco semanas depois, todos foram libertados em troca de 16 prisioneiros árabes condenados. De acordo com a BBC, durando 40 dias, foi o sequestro mais longo de um voo comercial.
O piloto Oded Abarbanell mais tarde escreveu um livro de memórias de sua experiência durante o sequestro.